# Jean Harlow
Jean Harlow (n. Harlean Harlow Carpenter; n. 3 martie 1911, Kansas City, Missouri, SUA – d. 7 iunie 1937, Los Angeles, California, SUA) a fost o actriță americană de film și un sex simbol al anilor '30.

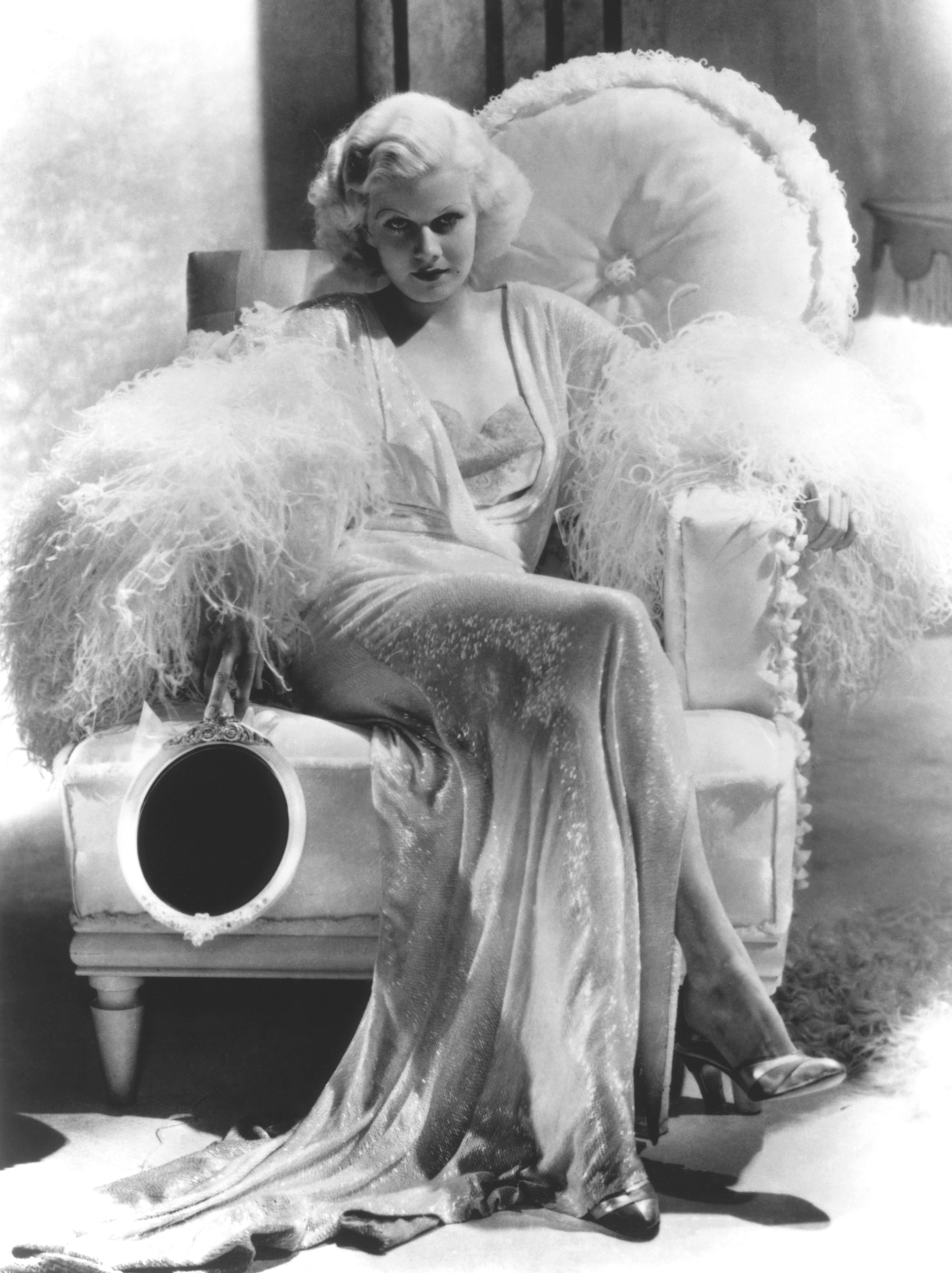
Jean Harlow în 1935

## Filmografie
- Moran of the Marines (1928)
- Double Whopee (1929)
- Hell's Angels (1930)
- The Public Enemy (1931)
- Platinum Blonde (1931)
- Three Wise Girls (1932)
- The Beast of the City (1932)
- Red-Headed Woman (1932)
- Red Dust (1932)
- Hold Your Man (1933)
- Dinner at Eight (1933)
- Bombshell (1933)
- Reckless (1935)
- China Seas (1935)
- Libeled Lady (1936)
- Riffraff (1936)
- Suzy (1936)
- Personal Property (1937)[9]
- Saratoga (1937)

## Legături externe
- Materiale media legate de Jean Harlow la Wikimedia Commons
- Site web oficial
- Jean Harlow la Internet Movie Database
- Jean Harlow la Allmovie
- Jean Harlow la TCM Movie Database
- Jean Harlow la Find a Grave